# Pomatorhinus melanurus
La cimitarra cingalesa (Pomatorhinus melanurus) es una especie de ave paseriforme de la familia Timaliidae endémica de Sri Lanka. Anteriormente se consideraba una subespecie de la cimitarra india.

## Distribución y hábitat
Se encuentra únicamente la isla de Ceilán. La subespecie nominal se encuentra en los bosques húmedos de los montes occidentales, mientras que la subespecie holdsworthi en las zonas secas bajas y los montes orientales.